# Luciano Vera
Luciano Vera, né le 9 février 2002 à Wanda en Argentine, est un footballeur argentin qui évolue au poste d'arrière droit au KF Tirana.

## Biographie

### En club
Originaire de Wanda en Argentine, Luciano Vera est formé par l'un des clubs les plus prestigieux d'Argentine, River Plate. En 2019-2020 Luciano intègre l'équipe réserve de River Plate.
Luciano Vera s'engage en faveur du club slovaque du DAC Dunajská Streda en janvier 2021, pour un contrat courant jusqu'en juin 2024.
Le 10 juin 2022, Luciano Vera est prêté par le DAC Dunajská Streda au Deportivo Maipú.
Le 15 juillet 2023, Luciano Vera est cette fois prêté au Győri ETO FC pour une saison.
Le 24 janvier 2025, Luciano Vera prend la direction de l'Albanie afin de signer en faveur du KF Tirana.

### En sélection
Avec les moins de 17 ans, il participe au championnat sud-américain moins de 17 ans en 2019. Lors de cette compétition organisée au Pérou, il joue sept matchs, tous en tant que titulaire. L'Argentine remporte le tournoi avec un bilan de cinq victoires, deux nuls et deux défaites.
Quelques mois plus tard, il dispute la Coupe du monde des moins de 17 ans organisée au Brésil. Lors du mondial junior, il joue trois matchs. Il se met en évidence lors des huitièmes de finale contre le Paraguay, en délivrant une passe décisive au profit de son coéquipier Exequiel Zeballos. Toutefois, l'Argentine s'incline 2-3.

### Style de jeu
Luciano Vera est décrit comme un défenseur technique capable de se projeter vers l'avant. Diego Placente, son entraîneur avec les moins de 15 ans, le compare à Philipp Lahm, c'est pour cette raison que Vera porte le numéro 21 en sélection, comme l'ancien international allemand.

## Palmarès
- Vainqueur du championnat de la CONMEBOL des moins de 17 ans en 2019 avec l'équipe d'Argentine des moins de 17 ans

## Vie personnelle
Luciano Vera a un frère jumeau prénommé Lucas dont il est très proche, celui-ci joue aussi au football, dans les équipes de jeunes de Chacarita Juniors ,.